# Włodzimierz Staszak
Włodzimierz Staszak (Polonia, 20 de mayo de 1948) es un atleta polaco retirado especializado en la prueba de 1500 m, en la que consiguió ser medallista de bronce europeo en pista cubierta en 1974.

## Carrera deportiva
En el Campeonato Europeo de Atletismo en Pista Cubierta de 1974 ganó la medalla de bronce en los 1500 metros, con un tiempo de 3:43.48 segundos, llegando a meta tras su paisano polaco Henryk Szordykowski  y el alemán Thomas Wessinghage.